# 李思浩
李 思浩（り しこう）は、中華民国の政治家。北京政府の要人。後に不本意ながらも南京国民政府（汪兆銘政権）に参加した。字は賛侯。

## 事績
1903年（光緒29年）、癸卯科挙人となる。その翌年、甲辰科進士となった。公立京師大学堂（北京大学の前身）を卒業して、戸部主事として任用される。以後、度支部で各職を歴任した。1910年（宣統2年）、考核司司長兼塩政処処長となる。その翌年には税務司司長に異動した。
1912年（民国元年）からは、北京政府の財務部で各職を歴任する。1916年（民国5年）5月、財政部次長署理兼塩務署署長に昇進した。以後、段祺瑞らの安徽派において経歴を重ねていく。翌年4月には、次長署理の地位で部務を代理した。同年6月には、中国銀行総裁を兼任し、8月に正式に財政部次長に就任した。1919年（民国8年）6月、幣制局総裁を兼任し、12月、財政総長に昇格した。
1920年（民国9年）7月、安直戦争により安徽派が敗北すると、李思浩も安徽派の主要幹部として指名手配を受けてしまい、李は日本公使館に逃げ込んでいる。しかし1924年（民国13年）11月、段祺瑞が臨時執政として復権すると、李も財政総長兼塩務署督弁として再起用された。翌年12月、財政総長を罷免され、下野した。
その後は華北で銀行経営に携わったものの、1936年（民国25年）に冀察政務委員会委員に就任して政界に復帰、翌1937年（民国26年）に冀察政務委員会が解体されると上海に寓居するも日本により上海が占領されると、香港へ逃れる。そこで国民政府のために中央賑済委員会第9救済区賑務委員をつとめた。
しかし、1941年（民国30年）に香港も陥落した際に、李思浩は日本軍に逮捕されてしまう。翌年2月、上海へ戻ることを許され、南京国民政府（汪兆銘政権）において、上海市市政諮詢委員会主任委員や『新聞報』社長をつとめた。1943年（民国32年）、上海四明商業儲備銀行董事長、中国通商銀行董事、交通銀行董事となっている。
日本敗北後、李思浩は、親日政権の要人としては例外的に漢奸としての追及を免れている。親日政権に参加した過程が不可抗力だったことに加え、在任中に中国国民党や中国共産党の人士を密かに庇護するなどの活動が承認されたためであった。中華人民共和国成立後も李は大陸にとどまった。やはり罪を問われることはなく、上海市政治協商会議委員に選出されるなど厚遇されている。
1968年1月28日、上海で病没。享年87。